# Carl Brave
Carl Brave, pseudonimo di Carlo Luigi Coraggio (Roma, 23 settembre 1989), è un cantautore, rapper e produttore discografico italiano.

## Biografia

### 2000-2015: Primi anni
Durante l'adolescenza ha iniziato a scrivere i primi versi rap, ma a impegnarlo maggiormente è il basket, sport che pratica dagli undici ai ventidue anni, arrivando fino alla terza serie nazionale. Successivamente ha abbandonato la carriera di cestista per poi scegliere quella musicale, frequentando il SAE Institute di Milano e diventando anche produttore.
Dopo aver pubblicato il mixtape Sempre peggio vol. 1 (2012) con il gruppo Molto Peggio Crew, formatosi nel 2007, esordisce da solista nel 2014 con Brave EP e, nello stesso periodo, forma con il rapper Enpashishi il duo elettrorap Wankers, con cui, nel 2015, ha pubblicato l'EP Where's Joe Wanker?. Contemporaneamente è tra i fondatori del collettivo Guasconi, di cui fa parte anche la crew 126.

### 2016-2017:Polaroid

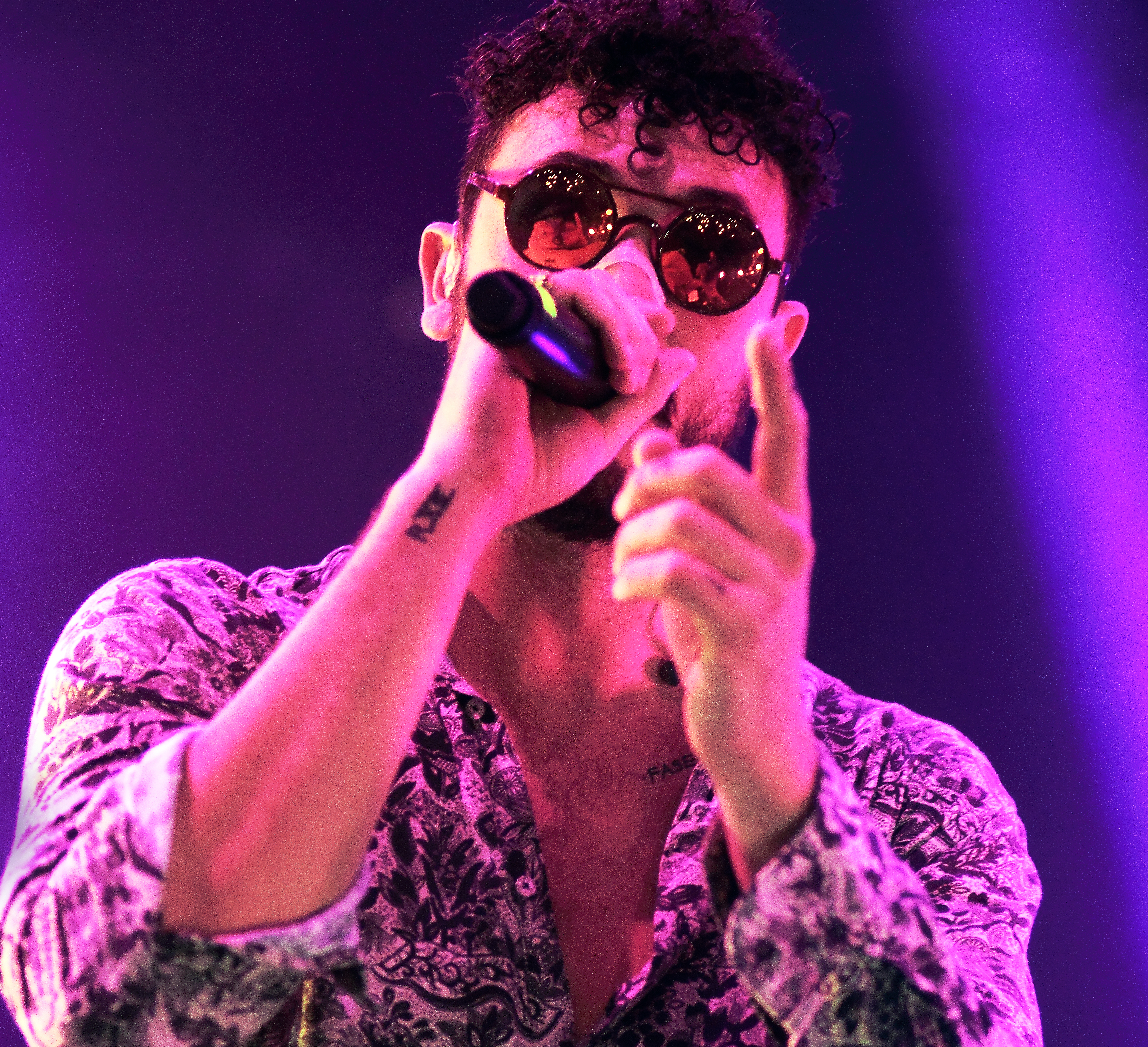
Carl Brave in concerto a Roma nel 2016

Nel 2016 ha iniziato a lavorare ad un album solista, Fase Rem, mai pubblicato, al quale ha collaborato anche Franco126. Nel settembre dello stesso anno i due danno vita a un progetto comune, Carl Brave x Franco126, che in due anni li porterà a pubblicare l'album Polaroid e numerosi singoli. Nel luglio del 2017, il duo ha pubblicato Barceloneta in collaborazione con Coez.

### 2018-2019:Notti brave
Nel 2018 ha intrapreso la carriera solista e pubblicato il suo primo singolo, Fotografia, con Francesca Michielin e il rapper Fabri Fibra, estratto dal suo primo album da solista Notti brave, in cui sono contenute altre collaborazioni come Camel blu, con Giorgio Poi, Chapeau, con Frah Quintale e Parco Gondar, con Coez.
Il 15 novembre 2018 è stato ospite nel talent show X Factor su Sky Uno, dove ha presentato il suo nuovo singolo Posso, pubblicato il 16 novembre in collaborazione con Max Gazzè, che ha anticipato l'uscita dell'EP Notti brave (After), pubblicato il 30 novembre. L'EP è stato promosso il 22 marzo 2019 seguente dal secondo singolo Merci. Il 3 maggio ha collaborato con Elisa al singolo Vivere tutte le vite, mentre il 30 agosto ha collaborato con Shablo e Marracash al singolo Non ci sto.

### 2020-2022:Coraggio
Il 22 gennaio 2020 ha pubblicato il singolo Che poi, seguito a marzo da Regina Coeli, a maggio da Spigoli (con Mara Sattei e Thasup) e a giugno da Fratellì. Il 9 ottobre, invece, viene pubblicato il suo secondo album Coraggio, promosso dal singolo Parli parli con Elodie.
Nel 2021 ha inciso insieme alla cantante Noemi il brano Makumba, pubblicato come singolo il 4 giugno. Il 20 settembre è uscito il secondo EP Sotto cassa, composto da sei brani ed altrettanti skit. Nel 2022 è tornato a collaborare sia con Max Gazzè per il singolo Cristo di Rio sia con Noemi per il singolo Hula-Hoop.

### 2023:Migrazione
Nel marzo 2023 ha pubblicato il singolo Remember seguito dal singolo Lieto fine che anticipano il suo terzo album Migrazione uscito il 9 giugno 2023. L'album contiene diciannove brani e dieci collaborazioni con vari artisti, tra cui Clementino, Dargen D'Amico, Jake La Furia, Mara Sattei e Noemi.

### 2025-presente:Notti brave amarcord
Nel marzo 2025, dopo aver firmato con l'etichetta Warner Music Italy, ha pubblicato il singolo Morto a galla. Il brano ha anticipato l'uscita del suo quarto album in studio Notti brave amarcord, contenente tredici tracce e pubblicato il 25 aprile insieme al singolo Perfect in collaborazione con la cantautrice Sarah Toscano, aggiunto nella riedizione digitale del disco.

## Discografia

### Da solista
- 2018 – Notti brave
- 2020 – Coraggio
- 2023 – Migrazione
- 2025 – Notti brave amarcord

### Con i Wankers
- 2015 – Where's Joe Wanker?

### Con i Carl Brave x Franco126
- 2017 – Polaroid

## Pallacanestro
È cresciuto nel settore giovanile della Fortitudo Roma, debuttando anche in prima squadra nel campionato di Serie C2. Nel 2008-2009 fa parte anche della Stella Azzurra Roma grazie alla formula del doppio tesseramento. L'anno successivo esordisce nella terza serie nazionale con il passaggio all'Agricola Gloria Montecatini, formazione militante in Serie A Dilettanti 2009-2010, con cui mette a referto 2,8 punti a partita e il 35% al tiro dal campo in circa 15 minuti di utilizzo medio.
Ha iniziato poi anche la stagione successiva nel campionato di Serie A Dilettanti, questa volta con i colori della Pallacanestro Palestrina: dopo 11 partite a 7,1 punti di media, nel febbraio del 2011 si trasferisce al Marconi Basket Castelnovo, nella provincia reggiana, club partecipante alla Serie B Dilettanti.
Nel corso dell'annata 2014-2015 scende in campo con il Vigna Pia Roma nella Serie C regionale, realizzando in media 12 punti a gara.